# Cor Caroli

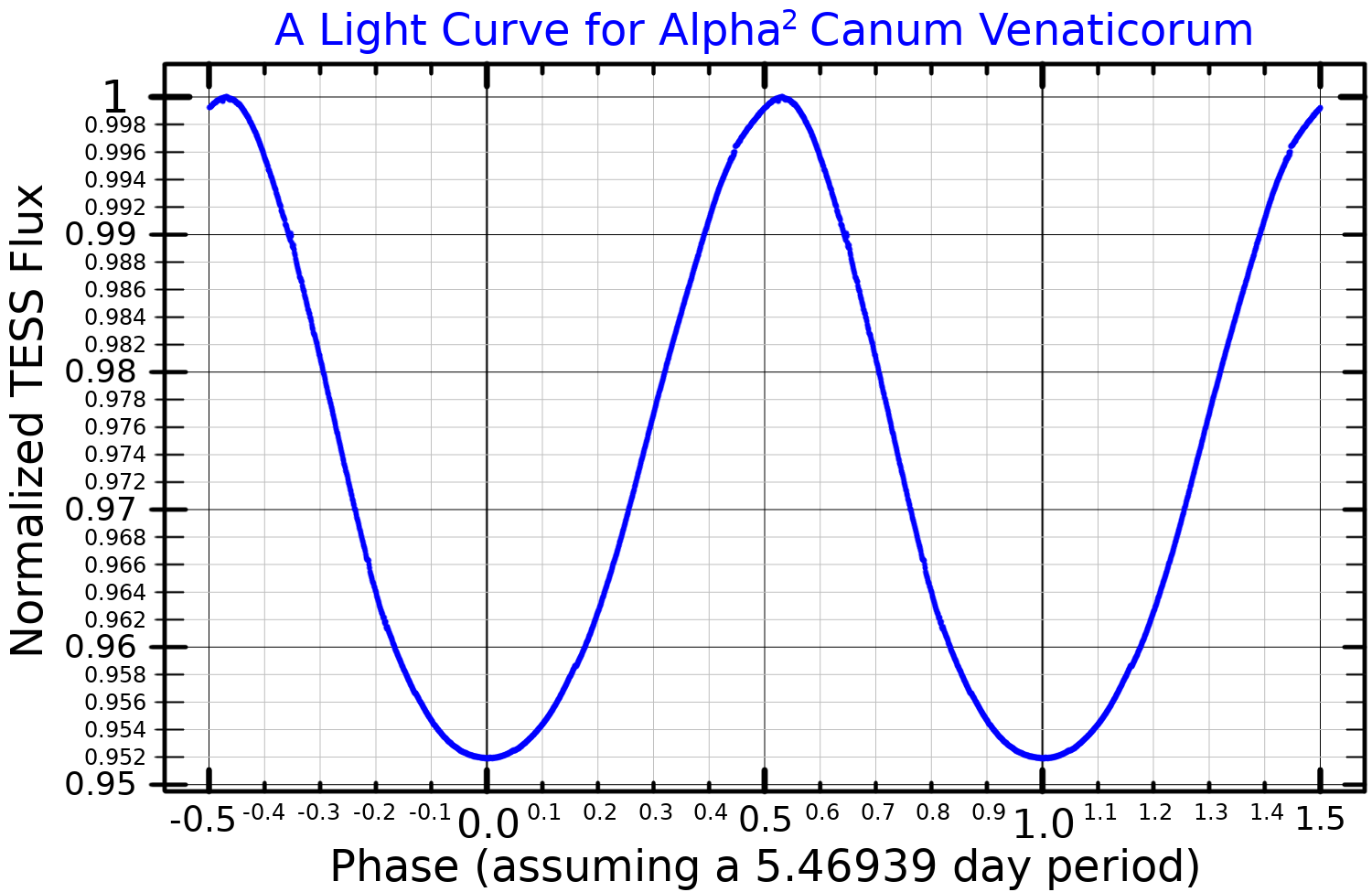
Lichtkromme van Cor Caroli

Cor Caroli (alpha2 Canes Venaticorum) is de helderste ster in het sterrenbeeld Jachthonden (Canes Venatici). De ster is prototype van Alpha2 Canum Venaticorum variabelen (periode 5,47 dagen) en maakt deel uit van de Hyadengroep. De afstand van de ster is 99,67 lichtjaar. De ster vormt een dubbelster met de zwakkere Alpha1 Canum Venaticorum (afstand 19,3 boogseconden).